# 啟示錄四騎士角色列表
啟示錄四騎士角色列表為日本漫畫《七大罪》續作《啟示錄四騎士》（日語：黙示録の四騎士）裡的登場人物概覽。

## 啟示錄四騎士
啟示錄四騎士原型是聖經啟示錄的末日審判中將會依序出現的四位騎馬者，他們會分別帶來瘟疫、戰爭、饑荒、死亡等四項災難。
本作是卡梅洛王國的預言中，將會殺害亞瑟王的四位聖騎士的成員。全員皆是少年且非現役聖騎士。於61話全員集合。
四名成員分別是「饑荒」、「瘟疫」、「戰爭」、「死亡」 
對啟示錄四騎士的描述：
其一、有著金色的魔力（高文）
其二、眼睛寄宿著聖與魔（崔斯坦）
其三、容貌不詳（蘭斯洛特）
其四、有著綠色如鳥一般的頭髮（珀西瓦里）
珀西瓦里（Percival，聲：小村將、佐藤花〈嬰兒〉）
| 身高  | 體重 | 生日    | 血型 | 慣用手 | 種族                         | 年齡    |
| ----- | ---- | ------- | ---- | ------ | ---------------------------- | ------- |
| 150cm | 50kg | 4月15日 | O型  | 右手   | 人類（容器的種族）／生命精靈 | 16→18歲 |

本作主角。身材矮小的少年，有著一頭如鳥一般的綠色頭髮。代表默示錄的「死亡」騎士。與原聖騎士的爺爺巴爾吉斯生活在「神之指」上，也因此有著強韌的體能。
由於小時候曾誤闖魔界，期間曾經受賽多里斯和葛爾妲的照顧，因此會說魔神族的語言。因阻止巨獸貝西摩斯暴走，被魔神們稱為「救世主」。
箭術很差，因此不小心剃掉都尼的一小部分頭髮。廚藝是四騎士中最好的。被蘭斯洛特稱為珀公。
本身並非伊隆席德的兒子，而是被注入至人體的生命精靈，身體與名字來自某王國的第七王子，被擄走後本已經失去生命跡象，但在伊隆席德的計劃下變成了寄宿生命精靈的容器，目的是為了讓迪奧多拉能獲得健康的新身體，結果遭到巴爾吉斯的反對而被私自帶走，最終萌生出自我意識，並因此不再適合作為容器，也忘記了以往的身份。
在爺爺被父親親手殺死後遭其重傷，所幸因強韌的肉體而沒有大礙。爺爺過世後穿上其遺物的頭盔和披風踏上打倒父親的旅程。
離開神之指後，遇上三人的雜技團，在遭遇聖騎士襲擊後覺醒了「英雄型」魔力，但仍不敵聖騎士，因此和雜技團的都尼一同被被狐狸「森」拯救。從森的口中得知啟示錄四騎士的消息後，決定以里歐涅絲王國為目的的出發。
在回音谷遇見了少年納希恩斯。並且拯救了納希恩斯與其養父奧多，最後將聖騎士塔利西卡打倒。
在城鎮西斯塔納，並意外拾取常闇之棺的其中一個碎片，接著遇見鎮上公爵卡爾登的女兒「安格拉德」。有一柄名為烏洛波羅斯的魔法菜刀。
一度被伊隆席德殺死，直到完全覺醒魔力「希望」後復活，並且帶著其他夥伴們一同打倒父親。
第一部的末尾，因無法承受自身存在所帶來的罪孽而選擇作為生命精靈回到本來屬於自己的地方，最終肉體失去呼吸、魔力也徹底消失。
在妖精王之森以長大後的姿態現身，救下重傷的納西恩斯，並與納西恩斯合力擊敗四凶的白色騎士沃拉爾丹。
原型是《亞瑟王傳奇》中圓桌武士的珀西瓦里。
魔力：「希望」
十分罕見的英雄型魔力，能創造出由魔力構成的小型分身，具有探索（找到魔力痕跡）、破壞、附咒（他甚至能將別人的攻擊魔力轉變為自己的附咒魔力）、變性、回復等多種特性。
可以將同伴的關心和思念轉化為自己的力量，但如果孤身一人便無法發動魔力。
一般而言魔力會反映個人的性格、精神狀態、思想，但珀西瓦爾除外。
武器：「力的循環」
有著珀西瓦里外表特徵的長劍，硬度是鑽石的兩倍，並具有彈性，其強韌度與梅里奧達斯的神器「失落的反恩」相當。
特性之一「增強」是位於劍尖的魔力環會將接受到的攻擊屬性擴大，只有具有永恆回歸之力的生命精靈才能啟動此招式。
特性之二「活性」是藉由劍尖上的魔力環增強刀身上的魔力，讓魔力再次回到自身就能活化身體能力。
蘭斯洛特（Lancelotte，聲：內山昂輝）
| 身高  | 體重 | 生日    | 血型 | 慣用手 | 種族       | 年齡    |
| ----- | ---- | ------- | ---- | ------ | ---------- | ------- |
| 176cm | 62kg | 4月29日 | B型  | 右手   | 半人半妖精 | 16→18歲 |

班和伊蓮恩的兒子。金髮紅曈。是個繼承了妖精族血統而擁有著少女般面孔的少年，擁有繼承自妖精血統的變身和讀心術能力。精通各種武器。本作48話以前都是以狐狸「森（Sin）」的姿態示人，但由於遭到黑暗護身符騎士團的襲擊而被迫露出真面目。代表默示錄的「戰爭」騎士。
32話時夢見一個身穿新娘服的女性（疑似未來的關妮薇）。
49話時向菲迪克分別詢問帶著星型面具的聖騎士以及巨人族名匠達布茲的事，但還沒等到菲迪克回答就已經使用讀心術得到答案。
56話前來告知崔斯坦和珀西瓦里，啟示錄四騎士的第四人已經逃走。被崔斯坦暱稱為「蘭斯」。尋找逃跑的高文期間遇見對自己相當了解的關妮薇，並且被其視作戀人，而後得知雙方都是第一次見面。
借班之口得知，第一部之後，蘭斯洛特難得回到故鄉班維克王國後把自己關在房間裡，連父母也不看一眼，只是為無法救下珀西瓦里而自責落淚。
喜歡感覺很帥氣的事物，例如操控阿爾比恩戰鬥、雙手都能使用，為此不斷練習用左手戰鬥 等等。
前作：
七大罪番外篇《引發開端的雨林》主角。額頭上有著和梅里奧達斯之子崔斯坦打架留下來傷痕。十分不滿妖精王森林裡愜意的生活，對於自己總是被當成少女看待也相當不滿，更是因此將頭髮剪短。。在故事中為了調查人類商人莫名消失的事件，而與茱莉柯一同消失，長大後被湖之公主給養大並被稱作「湖之王子」。
原型是《亞瑟王傳奇》中圓桌武士裡武藝最強的蘭斯洛特。
魔力：「朧月」
87話據關妮薇所說，是擁有四種以上魔力特性的英雄型。在125話中表現了能將對手招式吸收的能力。
| 招式名稱 | 說明                                   |
| -------- | -------------------------------------- |
| 閃耀之路 | 光束攻擊，能夠快速追蹤敵人並造成傷害。 |
崔斯坦·里歐涅絲（Tristan Liones，聲：村瀨步（青年） / 小松未可子（童年））
| 身高  | 體重 | 生日   | 血型 | 慣用手 | 種族     | 年齡    |
| ----- | ---- | ------ | ---- | ------ | -------- | ------- |
| 175cm | 65kg | 5月2日 | AB型 | 右手   | 拿非林人 | 16→18歲 |

里歐涅絲的王子、梅里奧達斯和伊麗莎白的兒子。有著魔神、女神血統的白色長髮少年，異色的兩隻瞳孔分別繼承自父母雙方。代表默示錄的「瘟疫」騎士。
本作53話以前和蘭斯洛特一樣都在為了找尋其餘的《啟示錄四騎士》而旅行，54-55話正式登場，並且在不知情的情況下對付珀西瓦里。
在高文和珀西瓦里之間的衝突一觸即發時即時現身，後試圖以言語說服高文失敗。
廚藝和父母一樣都很糟糕，蘭斯洛特小時吃過他做的蛋包飯。因為崇拜七大罪，使用七大罪故事中的名字給自己周圍的事物命名，例如把馬匹命名為艾斯卡諾，把最愛的兩把劍命名為馬埃勒&艾斯塔羅薩。
許多魔神族稱呼他為不淨之子。
十分在意自己總是被父母當成小孩對待，比自己強大的蘭斯洛特卻能得到梅利奧達斯的信賴(漫畫81話)。
第二部中，在崔斯坦隊於卡梅洛進行潛伏行動時，三人皆產生私慾並許願希望見到已故的杰德，導致崔斯坦失去記憶，並開始以潛伏時的假名「坦崔斯」自居。之後便與同樣名為「伊索德」的女子一同參加安溫劍鬥祭。

前作：
起初對於爸爸是七大罪成員一事完全不知道，並且想要抓捕《七大罪》，直到10歲生日當天才透過哥塞爾得知七大罪的所有的冒險事蹟後立志要成為七大罪。
劇場版《七大罪：怨嗟的愛丁堡》主角。劇場版描述崔斯坦繼承了女神族力量，卻因無法控制魔神族力量而傷害到他人，藉由與新的夥伴相遇、為了守護家族而挺身前往愛丁堡。
原型是《亞瑟王傳奇》中圓桌武士的崔斯坦。
魔力：「新星」
詳細不明，同時擁有女神族和魔神族的魔力。崔斯坦能夠很好的運用女神族的力量，但他無法控制魔神族的力量，一個不小心就會失控。
被說魔力像媽媽時會感到開心，反之不喜歡因為自身魔神的力量而被稱作怪物，因此崔斯坦較少使用魔神的力量。
| 招式名稱       | 說明 |
| -------------- | --- |
| 星之眨眼       | 強力的閃光攻擊。 |
| 治癒之星       | 能夠治療任何傷，但無法治療詛咒和疾病。                                                                                          |
| 附咒・天上之光 | 一劍就將梅拉斯邱拉的冥闇牢籠給斬成兩半。                                                                                        |
| 流星群         | 使用魔力造成大範圍破壞。 |
| 聖者的外套     | 可以用來保護眾人的身體不被魔界的瘴氣侵蝕。目前可以維持約6小時，如果是伊麗莎白施展則能維持約一週。但難以抵擋貝希摩斯的灰與瘴氣。 |
| 黑雪           | |
| 全反擊         | |
高文（Gawain，聲：菲魯茲·藍）
| 身高         | 體重        | 生日   | 血型 | 慣用手 | 種族 | 年齡    |
| ------------ | ----------- | ------ | ---- | ------ | ---- | ------- |
| 225cm／151cm | 100kg／40kg | 6月3日 | AB型 | 右手   | 人類 | 16→18歲 |

由崔斯坦尋找並帶回的啟示錄四騎士的第四人，有著碧綠的瞳孔、留著藍色短髮。代表默示錄的「饑荒」騎士。
平時用魔力維持高大的身材，當魔力消耗太多時則會變回原本嬌小的樣子。喜歡吃布丁。
自稱為「太陽之主」，說話語氣相當傲慢，不喜歡受到拘束，因此在崔斯坦將其帶回里昂妮絲後馬上就逃走了。初登場時身穿有著金色點綴的純白盔甲。亞瑟王的姪女
原型為《亞瑟王傳奇》中圓桌武士的高文。
從王宮逃走後不久即脫下盔甲，後來先後現身在伊索德和佩爾嘉德面前。
因為其傲慢的性格而不願承認初次見面的珀西瓦里及蘭斯洛特是自己的同伴，隨後更試圖將珀西瓦里連同佩爾嘉德一起「處刑」。
魔力：「黎明」
能累積太陽的強大熱量，再轉換成自身力量。顏色為金色，有能夠消滅火燄的熱量。雖然有著強大的力量，但高文本人似乎無法很好的控制。其魔力有著「傲慢之罪」艾斯卡諾的味道。
| 招式名稱       | 說明 |
| -------------- | --- |
| 絕對強制解除   | 強制消除他人所設置的魔力術式，但如果術式過於強大則無法消除。                                               |
| 瞬間移動       | 將指定物品移動到指定座標。                                                                                 |
| 炸裂的太陽     | 將小型太陽射向敵人，再引爆射出的火球產生巨大爆炸，將目標周圍變為一片焦土。類似於艾斯卡諾的「炸裂的傲慢」。 |
| 附咒“小小翅膀” | 於104話中使用。可以讓施展對象附加飛行能力。                                                                |
| 超減速         | 於107話中使用。                                                                                            |
| 衝天紅炎       | 122話使用                                                                                                  |
| 熱情的太陽     | 123話使用                                                                                                  |
| 暴君型80%解放  | 190話使用                                                                                                  |
武器：神刀“利塔”

## 珀西瓦里隊
珀西瓦里（Percivel）
詳情請參見「珀西瓦里」。
森／蘭斯洛特（Sin／Lancelotte，聲：內山昂輝）
一隻會說話的狐狸。為一行人中負責帶路的存在，真實身分是蘭斯洛特，奉梅利奧達斯的命令尋找啟示錄四騎士。
在混沌魔物襲擊西斯塔納時帶來「森林裡的動物」打倒他們。在珀西瓦里的尋問下坦承自己已經3000多歲，但隨後馬上表示這是開玩笑。
42話時使用從妖精王那學來的魔術隱藏住一行人的魔力不被黑暗護身符察覺。
真實身份在第48話時正式揭露，為班和伊蓮恩之子蘭斯洛特。
都尼（Donny，聲：戶谷菊之介、小澤亞李〈嬰兒〉）
| 身高  | 體重 | 生日    | 血型 | 慣用手 | 種族 | 年齡    |
| ----- | ---- | ------- | ---- | ------ | ---- | ------- |
| 177cm | 65kg | 6月10日 | B型  | 右手   | 人類 | 16→18歲 |

原為雜技團成員，後來因意外開始與珀西瓦里行動。為里昂妮絲聖騎士長豪澤爾的外甥，當初離開聖騎士一職的原因是遵照母親的遺言。
起初還會因為怕死而逃避，但在旅程中逐漸被珀西瓦里改變，變得願意為夥伴挺身而出。
魔力：「念動」
能夠憑空操控任何物體的魔力。
武器：“守護大叔”
納希恩斯（Nasiens，聲：島田愛野）
| 身高  | 體重 | 生日     | 血型 | 慣用手 | 種族         | 年齡    |
| ----- | ---- | -------- | ---- | ------ | ------------ | ------- |
| 163cm | 47kg | 11月11日 | O型  | 雙手   | 半巨人半妖精 | 16-18歲 |

居住在回聲谷的少年，被山谷中的醫師奧多養大，熱衷於做實驗，有著一興奮就會咬破嘴唇的習慣。奧多失蹤後就一直在做著讓山谷恢復原狀的實驗，只是一直以來都被人給誤會。在珀西瓦里打倒塔利西卡並拯救奧多後決定跟隨他們。
實際上，納西恩斯既非男性也非女性，為了隱藏這個秘密，他總是獨自一人躲起來洗澡，甚至不會受到妖精界的有毒空氣影響。
真實身份是金恩與黛安娜的長子，繼承了妖精和巨人族的血統。從吉克塔斯口中認證納西恩斯是被神樹選中的第四代妖精王，擁有操縱靈槍的能力。與珀西瓦里要離開妖精之森時，金恩給予他靈槍的碎片，期待他回到妖精之森繼承第四代妖精王，然而被直白的拒絕並沒有繼承的想法，目標是成為超越養父的藥師，令金恩大受打擊。
魔力：「調毒」
攝取毒素後，能夠在自己的身體內進行解析與合成，並能將毒素化為霧狀或附在武器上，是變質型和附咒型的雙特性魔力。
武器：“對極的手套”
能夠隨意切換並產生強大熱能與冷風的魔法具，配合調毒的魔力後可以透過加熱或冷卻使毒素變質。最高溫是150度，最低溫是-150度。
神器： 「靈槍Chastiefol」（霊槍シャスティフォル）
由金恩贈與納西恩斯的神樹碎片變化而成，名稱與金恩的靈槍相同。硬度在鋼鐵之上。
| 形態名称                          | 說明                         |
| --------------------------------- | ---------------------------- |
| 第一型態 「守護人偶（守護人形）」 | 海綿材質的巨大珀西瓦里人偶。 |
| 第二型態 「靈槍（霊槍）」         | 靈槍的常規形態。             |
安／安格哈爾哈特（Anne／Anghalhad，聲：中村環奈）
| 身高  | 體重 | 生日   | 血型 | 慣用手 | 種族 | 年齡    |
| ----- | ---- | ------ | ---- | ------ | ---- | ------- |
| 160cm | 51kg | 8月1日 | A型  | 左手   | 人類 | 16→18歲 |

以成為聖騎士為目標的藍髮少女，西斯塔納的卡爾登公爵的女兒，擁有能夠看穿謊言的魔力，將七大罪及梅里奧達斯當成偶像。
起初將珀西瓦里等人當成敵人，直到用魔力看見其純真且毫無謊言的內心後才解開誤會，在與珀西瓦里等人一同擊敗伊隆席德後加入他們。
原型是威爾士散文集《馬比諾吉昂》中的角色安格哈拉德金手。
魔力：「訊問者」
精神系魔力，能夠分辨謊言和虛假的事物。
傑德死後魔力性質出現變化，能對說謊者（包括自身）施加重力，說實話或本人失去意識則會解除。
武器：“陽炎的螫刺”
攻擊時會產生多數殘影的魔法護手刺劍。每一擊的殘影數量會隨使用者的技巧增加。
希爾凡（Sylvan，聲：佐藤節二）
短腿馬。安格拉德的朋友與坐騎。第二部開始時變得能夠在原型及飛馬型態間切換。

## 里歐涅絲王國

### 王族
梅里奧達斯（Meliodas，聲：梶裕貴）
里歐涅絲國王兼豬帽亭店長、七大罪團長、崔斯坦的父親、伊莉莎白的丈夫。初代魔神王的長子及賽多里斯的兄長。金髮的矮個子少年，真實年齡已經超過4000歲。
前作七大罪的第一男主角。
分別派出森（蘭斯洛特）及崔斯坦前去尋找啟示錄四騎士的成員。本人於第51話正式登場。
原型是《亞瑟之死》中的同名角色。
魔力：「全反擊」
梅里奧達斯從師傅錢德勒身上習得的魔力，只需要一點點魔力就能夠將任何迎面而來的魔力攻擊全部加倍反彈回去。
魔力：「黑暗」
梅里奧達斯作為魔神族的固有魔力。
伊麗莎白·里歐涅絲（Elizabeth Liones，聲：雨宮天）
里歐涅絲的女王、崔斯坦的母親。前代國王巴爾托拉的養女。女神族的轉世。漫畫第83話正式登場。
魔力：「聖櫃」
崔斯坦·里歐涅絲
詳情請參見「崔斯坦」。
巴爾托拉·里歐涅絲（Bartra Liones，聲：西凜太朗）
里歐涅絲王國的前任國王、崔斯坦的外公。76→78歲，如今已經是臥病在床且老態龍鍾的樣貌。57話時做了一個新的預知夢，內容是「在王國被月亮、遠雷和雨水祝福之時，四位預言的騎士終將集結，但是，混沌的刺客和背叛之刃，將再次奪走希望。」
魔力：「千里眼」

### 其他人物
韓德利克森（Hendrickson，聲：内田夕夜）
16年前的兩大聖騎士長之一。退休後成為一名醫生。被薇薇安下了“一輩子都不受女人歡迎的詛咒”。
都雷法斯（Dreyfus，聲：小西克幸）
16年前的兩大聖騎士長之一。現為王國的劍術指導。因為薇薇安的詛咒經常腰痠背痛。
泰提絲（Thetis，聲：高垣彩陽）
王國目前最強的魔法師。直屬伊麗莎白。
在單行本第十六卷番外確定為十誡《純潔》戴里艾利的轉世，養父為哥吉烏斯。

### 王國聖騎士
豪瑟（Howzer，聲：木村良平）
現任的里歐涅絲聖騎士長，都尼的舅父。相較於16年前現在已是一名可靠和強大的聖騎士，鬥級已經超越瑪托羅娜。
魔力：「暴風」
吉拉（Guila，聲：伊瀨茉莉也）
現任的里歐涅絲副聖騎士長。年僅22歲就成為里歐涅絲第一位女性副聖騎士長，由梅利奧達斯任命，時至今日仍是王國數一數二的劍術高手。
過去因韓德利克森的新世代計畫而喝下魔神之血，後來受到七大罪的哥塞爾壓制，因此至今其體內仍保有魔神因子， 如今透過鍛鍊精神與肉體已能穩定控制魔神之力。
70話時初登場。在凱奧的介紹中， 吉拉冷靜的判斷力和智慧甚至更勝豪瑟，且據傳她曾與豪瑟交往過僅僅三天時間。
魔力：「爆炎」
吉爾桑達（Gilthunder，聲：宮野真守）
現任的里歐涅絲樞機卿。26年前的時任聖騎士長薩拉托拉斯的兒子，敵人入侵王國時在梅里奧達斯身旁分析入侵者的目的。
魔力：「雷神」
史雷達（Slader，聲：三木真一郎）
破曉之咆哮的隊長，初登場時陪伴在老國王巴爾托拉的身旁。其外型上和16年前相比沒有太大的變化。
貝利歐（Pelliot，聲：深川和征）
紅玉階級的聖騎士，負責統御西門的警備。16年前時是梅里奧達斯的粉絲，長大成人後變成一個留著長髮的青年。
最初於《七大罪》07卷52話登場。
魔力：「天邪鬼」
能夠讓目標的四肢朝意志的相反方向活動，例如將向右改為向左、拿起改為放下。60話時對佩爾嘉德使用。
哥吉烏斯（Golgius，聲：長）
泰提絲的養父，原詭異之牙的一員。於60話初登場。

#### 崔斯坦隊
崔斯坦的直屬騎士團。將珀西瓦里誤認為卡梅洛的混沌騎士，並且對其展開攻擊。
伊索德（Isolde，聲：種崎敦美）
手持晨曦之星的女性聖騎士。對於崔斯坦的崇拜和愛慕類似前作的薇薇安，在崔斯坦說冷笑話會大笑並逼迫其他人也跟著笑。
原型是亞瑟王傳說中愛爾蘭王國的公主伊索德。
魔力：「熱愛」
可以將對於崔斯坦的愛慕，轉換成爆炸性的熱量。
| 招式名稱 | 說明 |
| -------- | ---- |
| 戀人地雷 |      |
奇恩（Chion，聲：齊藤壯馬、松田利冴〈少年〉）
吉爾桑達的兒子，頭髮遮住半邊眼睛的男性聖騎士。隨身攜帶一本記錄著里歐涅絲聖騎士基本資料的「聖騎士名冊」。
3歲時被薇薇安擄走時間達5年，期間發現成為精靈魔法師的天賦，9歲時回國，後來又被薇薇安擄走，被崔斯坦救出。
透過安得知奇恩從一開始就什麼都知道，明明知道珀西瓦里是啟示錄四騎士之一還是對他出手，真實目的不明。對預言感到不屑。
被高文稱為“陰暗海藻頭”。
魔力：「精靈召喚」
能夠操控多種自然元素的精靈。
| 招式名稱 | 說明                                                                          |
| -------- | ----------------------------------------------------------------------------- |
| 死鳥葬   | 高級火焰精靈術。於100話對馬格塔夫使用，連馬格塔夫召喚出來的煉獄獸一起燒死了。 |
杰德（Jade，聲：仲村宗悟、松本沙羅〈少年〉）†
頭髮向後梳的男性聖騎士。喜歡伊索德。
在沃爾納克的戰鬥中為了保護伊索德被馬格塔夫殺死。
魔力：「黑白」
製造一個完全黑暗的球體，封鎖對手的視覺。
也可以製造強烈閃光，使對手暫時看不見。
艾斯卡諾（Escanor，聲：渡部俊樹）
駿馬，崔斯坦的坐騎。因崔斯坦崇拜〈七大罪〉的傲慢之罪艾斯卡諾而取其名。

#### 七大罪
16年前的聖戰中從魔神王手中拯救布里塔尼亞的傳說騎士團，全部成員皆是金剛階級，且由曾在里歐涅絲被判過刑、來自各個種族的七人組成。
梅里奧達斯
憤怒之罪。詳細請參見里歐涅絲王國「梅里奧達斯」。
罪狀：「因憤怒而毀掉一個國家（達納弗爾王國）」
黛安娜
嫉妒之罪。詳細請參見妖精與巨人之森「黛安娜」。
罪狀：「因嫉妒好友瑪托羅娜的力量而將其殺害」
班（Ban）
貪婪之罪。蘭斯洛特的父親，班維克王國的國王。於129話時正式登場。
罪狀：「因貪慾而殺死妖精王森林的聖女並奪走不死之泉」
金恩
怠惰之罪。詳細請參見妖精與巨人之森「金恩」。
罪狀：「作為妖精王，因怠惰放任同族人（海爾布萊姆）任意屠殺一般人類」
哥塞爾（Gowther，聲：高木裕平）
色慾之罪。3000年前的魔神族大魔術師哥塞爾製造出來的同名精密人偶、在3000年前也是哥塞爾（本體）安排在十戒裡的臥底，目的是為了讓他逃離魔界牢獄並終結聖戰。前作的16年後偽裝成食人魔村莊的村長與一群魔神族生活著。
面對卡梅洛聖騎士阿德貝格時，製造出能夠觸碰且有體溫的阿德貝格的女兒（幻覺）來勸降他。
185話中得知早在劍鬥祭開始之前就已經來到安溫，並且以覆蓋安溫全境的「混沌騎士・卡帕多尼克」的幻象潛伏在貝爾特雷普身邊調查四凶的秘密，發現一些可能使他們懷疑亞瑟王命令的記憶通通都被刻意隱藏起來，同時也發現貝爾特雷普的真實身份和已故的艾斯卡諾有關。
魔力：「入侵」
罪狀：「姦殺時任里昂妮絲公主娜嘉」
瑪琳
暴食之罪。詳細請參見卡梅洛王國「瑪琳」。
罪狀：「不詳」
艾斯卡諾（Escanor）†
傲慢之罪。已故。在16年前的聖戰中為了討伐魔神王而自我犧牲。
罪狀：「對時任里昂妮絲國王巴爾托拉出言不遜，態度傲慢」

## 卡梅洛王國
亞瑟·潘德拉剛（Arthur Pendragon，聲：國立幸）
卡梅洛王國的現任國王、混沌之王。在16年前的聖戰之後使用混沌魔力重建已經被夷為平地的卡梅洛王國遺址，接著性情大變帶領著聖騎士與梅里奧達斯領導的里昂妮絲勢不兩立。右手為義肢。
由於預言中啟示錄四騎士將集結暗殺亞瑟王，因此不斷派出麾下聖騎士在四騎士集結之前將他們全員處理掉。
在伊隆席德收集常闇之棺的計畫失敗歸來後看似冷酷的處決他，但其實只是幫他去除體內毒素並且同意再給他一次機會，讓伊隆席德去找尋亞瑟王的新娘。
魔力：「混沌」
神器：“卡恩文南”
瑪琳（Merlin，聲：坂本真綾）
亞瑟王的老師、原里昂妮絲七大罪的暴食之罪。也是亞瑟王的心上人。從3000年前起便開始試圖復活混沌，直到16年前的聖戰後脫離七大罪完全忠於亞瑟王。
當前待在亞瑟王身邊的瑪琳實際上是被亞瑟王利用妖精俘虜的身體製造出來的人偶。本尊目前下落不明。
原型人物是亞瑟王傳說的魔術師梅林。
魔力：「無限」
不論任何法術，只需施展一次就能一直持續下去，能讓火焰永遠不滅、暴風不停吹襲，甚至能讓自身的肉體時間停止，成為永遠不會衰老的狀態，是一個非常犯規的魔力。
納納西（無名）（Nanashi）
來自布里塔尼亞外其他大陸的劍士。真實身分是因背棄最高神被拔去翅膀的女神族，不過可以透過魔力凝聚出翅膀用來飛行。
亞瑟的劍術指導。
魔神族的施瓦茨評價他的實力遠超神兵長，能與四大天使匹敵。
119話正式登場，參與行動的主要目標是看清四騎士等人是否有讓亞瑟王清醒過來的力量。
| 招式名稱           | 說明                                                                     |
| ------------------ | ------------------------------------------------------------------------ |
| 聖者的外套         | 可以用來保護眾人的身體不被魔界的瘴氣侵蝕。但難以抵擋貝希摩斯的灰與瘴氣。 |
| 平复如故(恢復健全) |                                                                          |
| 拔刀術“無情落山風” |                                                                          |
| 剎那十字星         | 無名的最高奧義，無名曾以此招給亞瑟王造成重傷                             |
武器：“白鹿”
由巨人族名匠達布茲打造的武士刀，作為弄壞弓的賠償給了蘭斯洛特。
歐隆迪（Orlondi，聲：小牧未侑）
以前是吸血鬼，後來被瑪琳改造成只有單眼的蝙蝠使魔。
現在是亞瑟王的手下，漫畫66話初登場，負責轉播戰況給亞瑟王。91話沒有直接出場，而是替亞瑟王向手下傳話。128話時躲在魔界的一根柱子上瑟瑟發抖的監視主角等一行人。
迪奧多拉（Diodra，聲：Lynn）
伊隆席德與布麗姬特的親生兒子，身體狀況不佳，目前只能在卡梅洛的加護下生活。過去在伊隆席德的計劃中，本該使用珀西瓦里的肉身復活。
第二部中，為了查明父親伊隆席德身上的異狀而穿上盔甲參加安溫劍鬥祭並成功進入16強決賽。在與安的戰鬥中，由於本身缺乏實戰經驗，因此在雙方實力差距過大的情況下陷入苦戰，是在塔勒特的暗中幫助下才得以晉級。
16強決賽第一天晚上被羅塞斯折斷脖頸，瀕死時覺醒魔力，將羅塞斯與塔勒特殺死並奪走其魔力。
原型可能是汀德蘭。
魔力：「絕望」
能將受到的傷害原封不動返還給對象，並吸收死去對象的魔力。
凱·潘德拉剛（Kay Pendragon）
卡梅洛王國的前任國王烏瑟之子、亞瑟的姊夫、高文的養父。和亞瑟的關係極度惡劣。

### 《四凶》
伊隆席德（Ironside，聲：森川智之）
第一名登場的混沌騎士。《四凶》紅之騎士。
珀西瓦里與迪奧多拉的父親，據父親巴爾吉斯所說，伊隆席德16歲時便一心想冒險的衝出家門，後來作為聖騎士和父親一同為亞瑟王效力，在距今16年前，巴爾吉斯離開卡梅洛，並獨自養育孫子珀西瓦里。
第一話時為了尋找父親而來到神之指上，接著便為了防範預言的發生動手殺害父親巴爾吉斯、並重傷兒子珀西瓦里。
最後成為第二名被打倒的混沌騎士。
戰敗回到卡梅洛以後被亞瑟王治好體內的毒素並且被指派新的任務「尋找亞瑟王的新娘」。
原型是《亞瑟之死》中的同名角色。
魔力：「精靈召喚」
能夠操控多種自然元素的精靈。
他自身可能是比奇恩還要更高級別的精靈術士。可以驅動更高級的精靈，但還不確定正常狀態下是否只能驅動風精靈。
| 招式名稱     | 說明                                                                 |
| ------------ | -------------------------------------------------------------------- |
| 未知名招式   | 以風精靈的十字狀風刃進行攻擊。                                       |
| 寂靜前的淒槍 | 以風精靈之王的十字狀風刃群進行攻擊。                                 |
| 崩衝         |                                                                      |
| 未知名禁咒   | 已知能使用高級精靈術，將生命精靈封入容器中，不過因為施展此禁咒折壽。 |
| 浮風         | 使自己能在空中飄浮。                                                 |
| 風之協葬曲   |                                                                      |
佩爾嘉德（Pellegarde，聲：小山力也）
第二名登場的混沌騎士。《四凶》黑之騎士。
在與珀西瓦里戰鬥的最後因森現身將珀西瓦里和都尼傳送帶走而沒有結果。非常看好珀西瓦里的前途，並想要親自培訓他。
42話時向亞瑟王匯報哥塞爾、魔神之村以及黑暗護身符的戰況。
57話時以真面目潛入里歐涅絲，而後被聖騎士貝利歐發現，60話換上盔甲展開戰鬥，在中了貝利歐的魔力後身體變得不聽使喚，於是改以魔力進行無差別攻擊。
在和啟示錄四騎士對戰中，藉由詛咒球成功封鎖其他三人並在逃離時打算帶走珀西瓦里，但後續被高文和崔斯坦阻止。
魔力：「焰」
| 招式名稱 | 說明 |
| -------- | ---- |
| 不死火   |      |
| 絢爛業火 |      |
貝爾特雷普（Beltreipe）
《四凶》綠之騎士。
負責看守用來囚禁不滿永恆王國存在的居民的「安溫大鍋」。
真正身份是前塔利姆王國的第一王子，「傲慢之罪」艾斯卡諾的哥哥戴蒙多。
原型可能是亞瑟王傳說的Pertolepe或者Bertilak de Hautdesert。“安溫”一詞源自威爾斯神話的一個樂土。
沃拉爾丹（Worreldane）
《四凶》白之騎士。為了搶奪藏於妖精界的遠古祕藥而襲擊金恩和納希恩斯等人的混沌騎士，女性。身體的一半早已不屬於人類。
152話，其作為人類的部分被珀西瓦里殺死，隨後顯露出其蒼老、形似木乃伊的一面。

### 混沌騎士
在續作《啟示錄四騎士》中作為目前的主要反派。
塔利西卡（Talisker，聲：佐藤節二）
第三名登場的混沌騎士。稱號「琥珀騎士」。初登場時帶著變成怪物的納希恩斯養祖父奧多來襲擊珀西瓦里等人。第一位被打倒的混沌騎士。
魔力：「天災」
能夠操控各種天氣現象的魔力。
| 招式名稱 | 說明 |
| -------- | ---- |
| 雹爆擊   |      |
| 閃電槍   |      |
| 天災鳥   |      |
莫特拉克（Mortlach，聲：森久保祥太郎）†
第四名登場的混沌騎士。出現在試圖殺死珀西瓦里的伊隆席德面前阻止他。尚未對珀西瓦里等人出手。迪奧多拉的舅舅。
102話時受王命出戰，與托敏特魯、格雷尼斯克、洛克蘭扎、里貝特、布拉克拉、露絲班克行動。
擁有高於伊隆席德的劍術。
128話時被蘭斯洛特怒殺。
魔力：「決鬥者」
提出決鬥要求後，能將答應決鬥者拉入封印魔力的空間中，直到其中一方戰敗或死亡才能出去。
| 招式名稱 | 說明 |
| -------- | ---- |
| 千擊縱橫 |      |
阿德貝格（Ardbeg，聲：高木涉）†
第五名登場的混沌騎士。偽裝成獵人引誘珀西瓦里等人進入避戰的魔神族村莊，最後在安格拉德破壞「御神體」讓村民們露出真面目後也表明自己聖騎士的身份。
身邊帶著平時偽裝成狗的「神獸·瑟納諾斯」。
被安格拉德抵住脖子時向安格拉德表示他們沒有見識過聖戰的可怕之處，更何況是「啟示錄四騎士」可能帶來的更加可怕的災難。
目標是驅逐所有魔神族，因為幼小的女兒在聖戰期間被魔神族襲擊死亡，後來遭遇到剛覺醒為混沌之王的亞瑟而獲得魔力。在珀西瓦里等人來到食人魔村莊時使用魔力將他們的年齡縮小，隨後被現出真面目的色慾之罪哥塞爾的魔力創造出來的女兒給勸降後救下安格拉德，最終遭到其他卡梅洛聖騎士的標槍投擲給貫穿身亡。
他是目前主角們遇到的戰鬥力最弱的混沌騎士。
魔力：「逆轉」
能夠將自身半徑50碼（46公尺）內的人變成嬰兒狀態，心靈亦會受到影響。
茱莉柯（Jericho，聲：井上麻里奈）
64話與混沌·梅拉斯邱拉一同入侵里歐涅絲王國的其中一人，與梅拉斯邱拉分頭行動後便來到地牢，而後分別與奇恩、杰德及吉拉交手。蘭斯洛特的師父。
過去曾是里歐涅絲的新生代聖騎士之一，六年前在妖精王森林與蘭斯洛特意外來到另外一個世界，他們用了三年時間才逃出來，而後在距今兩年前消失在蘭斯洛特身邊，再次出現時已是效忠亞瑟王的混沌騎士，其原因是在蘭斯洛特相處時喜歡上蘭斯洛特，礙於年紀問題不敢說出，而亞瑟王賦予了一個能夠喜歡她的男人的世界。
魔力：「冰牙」
16年前與魔神族的戰鬥中繼承自親哥哥的魔力，能夠操控冷空氣使物體結凍。
馬格塔夫（聲：乃村健次）†
禿頭且失明的混沌騎士。在沃爾納克的戰鬥中殺害了杰德，但也因此失去了左臂並逃走。最終被燃燒著為杰德復仇之心的奇恩的「死葬鳥」徹底消滅。  
魔力：「寂靜」
隱密型魔力，能消除周圍的聲音。
提尼尼克（聲：雞冠井美智子）†
女性混沌騎士。在沃爾納克的戰鬥中敗給了珀西瓦里等人並被俘。因為杰德被殺害，憤怒的奇恩狠狠地毆打了她。當她被脅迫打開前往卡梅洛的門時，更遭到亞瑟的「詛咒返還」，被體內湧出的蟲子吞噬而死。  
魔力：「生物召喚」
從亞瑟那裡獲得的魔力，能隨意操控魔力圈內的小型生物，並與操控的生物共享感官。
羅塞斯（Rothes）†
伊隆席德的直屬混沌騎士、迪奧多拉的下屬。16年前失去父母成為聖戰孤兒，被伊隆席德撫養長大。
安溫劍鬥祭的參加者之一。在16強決賽的第四場戰鬥中對上納西恩斯並落敗。當天晚上被塔勒特誘使殺死迪奧多拉，卻反被覺醒魔力的迪奧多拉殺死並奪走魔力。
魔力：「門衛」
能夠召喚通往煉獄的裂縫。其自身也擁有抵禦來自煉獄的灼熱、極寒、劇毒的特性。
塔勒特（Turret，聲：渡部俊樹）†
伊隆席德的直屬混沌騎士、迪奧多拉的下屬。16年前失去父母成為聖戰孤兒，被伊隆席德撫養長大。
安溫劍鬥祭的參加者之一，在安與迪奧多拉的戰鬥中暗中出手介入，操縱隱形的煉獄生物將安打至重傷。在16強決賽的B組第一場戰鬥中對上高文並落敗。當天晚上誘使羅塞斯殺死迪奧多拉，卻反被覺醒魔力的迪奧多拉殺死並奪走魔力。
魔力：「降伏」
能夠召喚從夥伴羅塞斯打開的煉獄裂縫出現的生物，並讓牠們服從。
蘿絲班克（聲：東山奈央）
跟隨莫特拉克進入魔界的混沌騎士。剛進入魔界就被高文交換位置而墜落導致重傷瀕死，被珀西瓦里救治後奪走常暗之棺碎片並逃跑。
對救了自己的珀西瓦里產生好感。在珀西瓦里答應決鬥後將常暗之棺碎片還給他。
即使立場不同也不願放棄對話的機會，因試圖阻止同伴對珀西瓦里的同伴痛下殺手而被高文饒了一命。
魔力：「擬態」
能將自身融入周遭環境中。
托敏托爾（聲：濱野大輝）
跟隨莫特拉克進入魔界的混沌騎士。真實身分為原女神族、亞瑟的劍術導師無名。
想看清楚〈啟示錄四騎士〉有沒有讓亞瑟清醒過來的力量而加入戰爭。被蘭斯洛特打敗後將自己的武器「白鹿」交給了他。
格雷內斯克（聲：齋藤志郎）
跟隨莫特拉克進入魔界的混沌騎士。最終被高文擊敗。
里貝特（聲：本田貴子）
跟隨莫特拉克進入魔界的混沌騎士。最終被高文擊敗。
魔力：「石化」
能將被自己的劍擊中的對象石化。
洛克蘭札（聲：利根健太朗）
跟隨莫特拉克進入魔界的混沌騎士。最終被高文擊敗。
布拉克拉（聲：新祐樹）
跟隨莫特拉克進入魔界的混沌騎士。最終被高文擊敗。
魔力：「狙擊」

#### 黑暗護身符
本作第一支登場的騎士團。直至49話為止全軍覆沒。
菲迪克（Fiddich，聲：上田燿司）†
黑暗護身符的首領，稱號「迅雷」。個性沉著冷靜，在哥塞爾操縱塔姆胡胡亂攻擊時率先做出決斷殺死他。49話被蘭斯洛特的攻擊擊殺。
魔力：「加速」
能以迅雷般的高速行動。
塔姆胡（Tamdhu，聲：下妻由幸）†
黑暗護身符的成員，身材高大。初登場時使用帶有魔力的標槍投擲遠程貫穿阿德貝格，隨後被哥塞爾操控心智並胡亂攻擊夥伴，最終被菲迪克斬首身亡。
魔力：「追蹤」
可以讓投擲的長矛追擊敵人。
艾爾金（Elgin，聲：伊藤健太郎）†
黑暗護身符的成員，稱號「惡食」。頭戴玼牙裂嘴造型頭盔的聖騎士，與其他三名成員分頭行動後，第一個遭遇到珀西瓦里等人。48話被森／蘭斯洛特的弓箭射中身亡。
魔力：「劣化」
變質型的魔力，能讓各種物體的硬度和強韌度大幅下降。
巴姬（Burgie，聲：森奈奈子）†
黑暗護身符的成員，稱號「幻惑」。在哥塞爾操縱塔姆胡胡亂攻擊同伴時遭貫穿身體，但在菲迪克將其斬首後卻又馬上復活。持有一隻能夠生成四種元素魔力的四大元素之杖，可創生風刃、土壁、焰劍、水柱。48話被森／蘭斯洛特的弓箭射中身亡。
魔力：「殘像」
能用魔力製造自己的幻影分身。
德洛納克（Doronach，聲：白熊寬嗣）†
黑暗護身符的成員，稱號「不死之身」。身材壯碩，受到傷害時能夠將肌肉膨脹來止血。48話被菲迪克斬成兩半身亡（實際上已經死於蘭斯洛特的攻擊下）。有一隻煉獄幻獸馬斯雷普尼爾，天空、大地還是海洋都能自由飛馳。
魔力：「衝擊」
能以自身為中心釋放強力的衝擊波，有效半徑50英呎。

### 混沌使徒
混沌·梅拉斯丘拉（Chaos Melascula，聲：M·A·O）†
前魔神王麾下「十戒」之一。在漫畫64集中作為亞瑟王麾下的混沌使徒與茱莉柯一同入侵里昂妮絲王國。
| 招式名稱   | 說明 |
| ---------- | --- |
| 冥闇牢籠   | 以黑暗魔力把對手包裹在繭狀球體內，來防禦或困住對手。結合混沌之力後，只需30分鐘就能將裡面生物的身體與精神啃食殆盡。 |
| 惡食的靈神 | 從地獄召喚魔神族與女神族的靈魂集合體，能抵抗光明與黑暗的魔力。                                                     |
| 冥府的晚餐 | 召喚亡者之手，將所抓之物拖入地獄。                                                                                 |
混沌·迦蘭（Chaos Galand，聲：岩崎博）†
前魔神王麾下「十戒」之一。在漫畫64話中作為亞瑟王麾下的混沌的使徒被梅拉斯丘拉復活。
| 招式名稱   | 說明                                       |
| ---------- | ------------------------------------------ |
| 修羅咒手終 | 使用手刀劈砍，威力足以將里歐涅絲劈成兩半。 |
| 掉沒辜     | 用盡全力打擊對手。                         |
| 慘散斬     | 四周揮舞大鎌刀，斬向周圍的招式。           |
契約之獸（Testament Beast）
修爾巴茲等黑暗六鬥士經由混沌之杖結合而成的混沌魔物。六人合體之後的實力超越了梅拉迦蘭。

### 安溫大鍋
加雷斯（Gareth）
安溫劍鬥祭的參加者之一。自稱從小就居住在安溫且無法脫逃。有個在幼年時期就去世的雙胞胎哥哥達雷斯。
在16強決賽的A組第一場戰鬥中對上珀西瓦里。因珀西瓦里的咒語而陷入痛苦之中，達雷斯為了不讓弟弟繼續受苦而選擇投降。
原型是《亞瑟王傳奇》中圓桌武士的加雷斯。
魔力：「降靈」
能夠召喚並加以驅使幽靈哥哥達雷斯。
巴林（Balin）
安溫劍鬥祭的參加者之一。在16強決賽的B組第二場戰鬥中對上豪瑟。
魔力：「無敵」
能將物理攻擊及魔力攻擊無效化。

## 妖精與巨人之森
金恩（King）
妖精族第三代妖精王，巨人女王戴安娜的丈夫，與其育有七個孩子。與黛安娜在梅里奧達斯的委託下協助保護珀西瓦里的身體。第138話正式登場。
戴安娜（Diane）
巨人族女王，妖精王金恩的妻子，與其育有七個孩子。與金恩在梅里奧達斯的委託下協助保護珀西瓦里的身體。第138話正式登場。
馬特魯
金恩與黛安娜的長子，與納希恩斯為調換兒，實為人類。
對於自己與雙親、兄弟姐妹的不相似，以及雙親的溫柔安慰而感到不安。
吉克塔斯
金恩與黛安娜的次子。外型酷似還未長出翅膀前的金恩。無法接受還未長出翅膀的自己。
神器： 「靈劍Mariastila」
以妖精界的神樹製成的靈劍，硬度在鋼鐵之上。
| 招式名稱     | 說明                               |
| ------------ | ---------------------------------- |
| "蠍尾突刺"   | 以「靈劍」型態攻擊。               |
| "安靜的氣流" | 「蜂鳥」型態將大量的小靈劍做攻擊。 |
貝魯特
金恩與黛安娜的三子。有著妖精族特有的耳朵及翅膀。討厭與家人不同的尖耳朵。
扎娜
金恩與黛安娜的四子、長女。外貌與黛安娜相似。與吉莉安繼承較多巨人族血脈，但是又比純粹的巨人族矮小，對此很煩惱。
吉莉安
金恩與黛安娜的五子、次女。與扎娜繼承較多巨人族血脈，但是又比純粹的巨人族矮小，對此很煩惱。
法歐
金恩與黛安娜的六子。外表為巨人族且因繼承了妖精族血脈，還未劃分性別，而視愛上之人性別才會知曉。
緹歐蕾
金恩與黛安娜的七子、三女。有著妖精族翅膀的開朗女孩。
召喚獸：「罪豬」

## 其他種族

### 其他人物
巴爾吉斯（Varghese，聲：大塚明夫）†
珀西瓦里的爺爺、伊隆席德的父親。外貌上是個體型壯碩且高大的老者，和珀西瓦里一起生活在神之指上並養育他長大。過去由亞瑟王賞賜的佩劍如今變成料理用的菜刀，死後也轉交到珀西瓦里手上。
直到16年前都是一名卡梅洛聖騎士，在亞瑟王與麾下騎士性情大變後認清現實離了卡梅洛，並獨自養育孫子珀西瓦里。
希望珀西瓦里能夠成為一個「要懲惡扶弱，成為一個賭上自身性命去守護重要事物之人」。
第一話時伊隆席德意外闖入，最終被其以防範預言為由殘忍殺害，死前向珀西瓦里交代了有關父親的部分真相。
197話，在都尼的請託下，因加雷斯的魔力「降靈」得以在眾人面前實體化。希望珀西瓦里能夠拯救迪歐多拉，防止他墮入黑暗的深淵。
關妮薇（Guinevere，聲：諸星堇）
58話時出現在蘭斯洛特面前的神秘小女孩，12歲。自稱為蘭斯洛特的戀人，雖然和他是第一次見面，卻對他的事十分了解，包括蘭斯洛特從未和其他人說過的師傅的事。
真實身分為凱美利亞德王國的公主。在混沌使徒與亞瑟王襲擊里歐涅斯後被伊隆席德帶去卡梅洛。
原型是《亞瑟王傳說》中亞瑟王的妻子與蘭斯洛特的戀人關妮薇。
魔力：「未來視」
最稀有的魔力特性「神諭型」，相較於巴爾托拉的千里眼，關妮薇能看到更加詳細、有如親身體驗一般的未來景象，但無法看到「聖戰」那類大型事件，只能看到自己身邊發生的事。關妮薇透過此魔力看到自己未來和蘭斯洛特相戀，因此才會如此熟知有關他的事。
這是令亞瑟王感興趣的能力。

### 巨人族
達布茲（Dabuz，聲：神木晉一郎）
巨人族的名匠，製作過包含常闇之棺、七大罪的神器等眾多物品。也有著製作料理的興趣。目前被高文家受僱擔任廚師，並且被高文稱作「達布吉」。
也是《七大罪劇場版：被光詛咒的人們》的主要反派之一。因被最高神以"騙人之光"洗腦而對魔界發起進攻。
因為被永恆王國通緝中，變裝為頭上套著面罩的矮小男性福袋（Mystery Package）並參加安溫劍鬥祭。在16強決賽的A組第二場戰鬥中對上都尼，在戰鬥中拿出為珀西瓦里隊幾人打造的神器擊敗都尼。
多羅蕾絲（Dolores，聲：廣橋涼）
修女穿著的巨人族、原巨人族部落「大地之牙」的戰士，與黛安娜同為瑪特羅娜的弟子。本以為在擔任保鏢的任務中戰死，後被證實倖存並且出現在珀西瓦里等人面前。
魔力：「創造」（創造）
與大地有密切關係的巨人族所特有的魔力。

### 魔神族
賽多里斯（Zeldris，聲：梶裕貴）
現任魔神王，前十誡統領，梅里奧達斯的弟弟，崔斯坦的叔叔，聲音和容貌都與梅里奧達斯相似，在16年前的聖戰之後正式成為魔神王。
在帕西瓦爾幼年誤入魔界時照顧帕西瓦爾。
葛爾妲（Gerda，聲：甲斐田裕子）
現任魔神王妃，賽多里斯的妻子，崔斯坦的嬸嬸。
在帕西瓦爾幼年誤入魔界時照顧帕西瓦爾。
伊歐（Io，聲：花守由美里）
92話初登場。全名是伊奧拉迪奧·維爾維格。
同伴被亞瑟王抓住並洗腦，因此被命令前去刺殺四騎士一行人。在沃爾納克出手試探崔斯坦與其交戰。
由於不是人型的魔神族，不擅長穿衣服（切換成人型後需要穿）。
魔力：「妨礙」
可以在有限的範圍內無效化魔力感知。似乎還能阻礙蘭斯洛特的讀心。

#### 「食人魔」的村莊
被謠傳為居住著食人魔的隱密村莊，實際上裡頭的居民全部都是由16年前躲避聖戰的紅、灰魔神偽裝成人類組成，其中村長的真實身分是在此地保護魔神們的色慾之罪哥塞爾。在混沌騎士阿德貝格的策劃下曝光。
長老（聲：土師孝也）
身型高大的食人魔村莊的村長。其真實身分是《七大罪》騎士團的色慾之罪哥塞爾。在阿德貝格拿出四大天使水晶封印所有魔神村民時，沒有遭到封印，而「逆轉」魔力發動時，村長觀察出16歲的珀西瓦里花了16分鐘完全變成嬰兒，換句話說一分鐘會年輕一歲，而3000歲以上的他可能要花上三天才會完全變成嬰兒。
多魯秋蒙提（Dolchomonte，聲：知桐京子）
外型相對幼化的紅色魔神。

#### 黑暗六鬥士
侍奉現任魔神王賽多里斯的魔神族精銳。將〈十誡〉奉為英雄，痛恨討伐他們的〈七大罪〉。雖然各自力量還不及〈十誡〉，但已具備相當的實力。原欲在卡梅洛的大門開啟前清除侵入魔界的混沌騎士，卻不敵身為女神族的無名被俘，並被混沌之杖融合為契約之獸與珀西瓦里等人戰鬥。
修巴爾茲（聲：中谷一博）
外型為紅色皮膚的人型高階魔神，黑暗六鬥士的首領。曾向崔斯坦邀戰並擊敗他。
畢安基（聲：近藤浩德）
外型類似巨大無尾熊的魔神。
阿吉爾（聲：美美）
外型為紫色皮膚，身形壯碩的魔神。
卡羅（聲：玉井勇輝）
身形高大、盔甲身軀的魔神。
狄姆（聲：土井正昭）
外型為綠色、粉色相間皮膚，身形嬌小的魔神。
諾拉（聲：川村海乃）
外型為灰色皮膚的人形魔神。